# Schilbe banguelensis
Schilbe banguelensis és una espècie de peix de la família dels esquilbèids i de l'ordre dels siluriformes.

## Morfologia
Els mascles poden assolir els 59 cm de llargària total.

## Distribució geogràfica
Es troba a Àfrica.